# Квантовая физика
Ква́нтовая фи́зика — раздел теоретической физики, в котором изучаются квантово-механические и квантово-полевые системы и законы их движения. Основные законы квантовой физики изучаются в рамках квантовой механики и квантовой теории поля, применяются в других разделах физики и других наук.
Все современные космологические теории также опираются на квантовую механику, которая описывает поведение атомных и субатомных частиц. Квантовая физика сосредоточена только на математическом описании процессов наблюдения и измерения.

## История
Квантовая физика и её основные теории — квантовая механика, квантовая теория поля — были созданы в первой половине XX века учёными, среди которых Макс Планк, Альберт Эйнштейн, Эрвин Шрёдингер, Луи де Бройль, Поль Дирак, Нильс Бор, Вольфганг Паули, Вернер Гейзенберг, Макс Борн, Людвиг Больцман.

## Подразделы
Квантовая физика объединяет несколько разделов физики, в которых принципиальную роль играют явления квантовой механики и квантовой теории поля, проявляющиеся на уровне микромира, но и имеющие следствия на уровне макромира. Сюда относятся следующие подразделы:
- квантовая механика;
- квантовая теория поля — и её применения: ядерная физика, физика элементарных частиц, физика высоких энергий;
- квантовая статистическая физика;
- квантовая теория конденсированных сред;
  - в частности, квантовая теория твёрдого тела;
- квантовая оптика.

## Квантовые системы
Реальные или модельные системы, подчиняющиеся законам квантовой физики, называют квантовыми системами. Описание сложных квантовых систем часто строится на языке квазичастиц, особенно в физике конденсированного состояния. К квантовым системам относятся, например, электрон в атоме водорода, свободные электроны или иные элементарные частицы, электроны в кристалле (квазичастицы — электроны и дырки), колеблющиеся атомы в кристалле (квазичастицы фононы), взаимодействующие спины в решёточной модели (квазичастицы магноны).